# Gene Alley
Leonard Eugene Alley (ur. 10 lipca 1940) – amerykański baseballista, który występował na pozycji łącznika.
Przed rozpoczęciem sezonu 1959 podpisał kontrakt jako wolny agent z Pittsburgh Pirates i początkowo grał w klubach farmerskich tego zespołu, między innymi w Columbus Jets, reprezentującym poziom Triple-A. W Major League Baseball zadebiutował 4 września 1963 przeciwko Milwaukee Braves. W 1966 po raz pierwszy został wyróżniony spośród łączników, otrzymując Złotą Rękawicę, a także wraz z Billem Mazeroskim ustanowił rekord MLB w liczbie rozegranych podwójnych autów w sezonie (161). Rok później po raz pierwszy zagrał w Meczu Gwiazd.
2 września 1970 w meczu z Montreal Expos zdobył inside-the-park grand slama. W 1971 zagrał w dwóch meczach World Series, w których Pirates pokonali Baltimore Orioles 4–3. Po raz ostatni zagrał 4 września 1973.
| Nagroda/wyróżnienie      | Lata       | Źródło |
| 2× All-Star              | 1967, 1968 | [ 1 ]  |
| 2× Gold Glove Award      | 1966, 1967 | [ 1 ]  |
| Zwycięzca w World Series | 1971       | [ 5 ]  |